# Ioannis Notaras

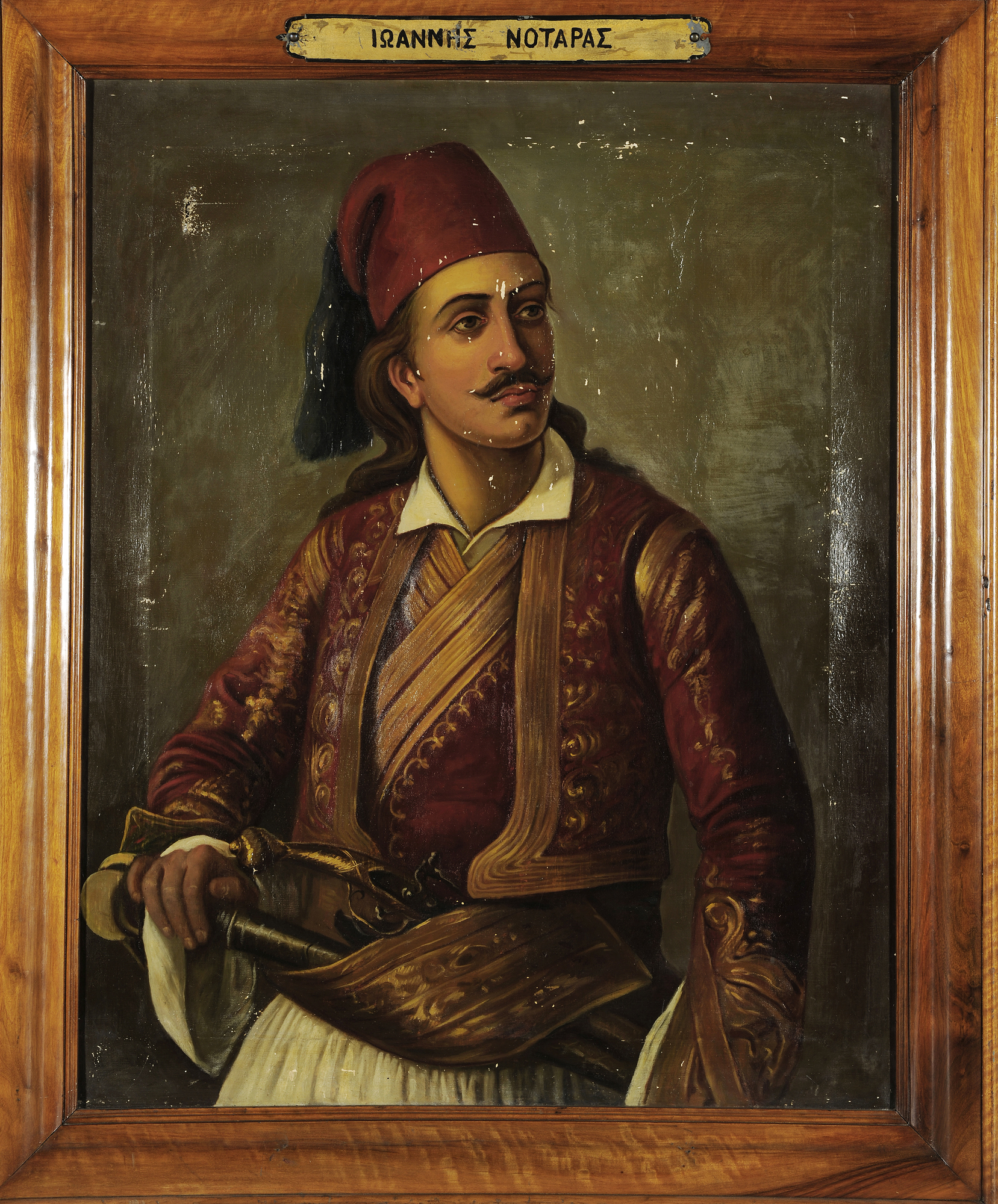
Porträt von Ioannis Notaras

Ioannis „Giannakis“ Notaras (griechisch Ιωάννης «Γιαννάκης» Νοταράς, * 1805 in Trikala, Korinthia; † 24. April 1827 in Phaleron, Attika) war ein griechischer Adliger, General und Freiheitskämpfer zur Zeit der Griechischen Revolution. Er entstammte der bedeutenden Familie Notaras, deren Wurzeln bis in die byzantinische Zeit zurückreichen. Er nahm an vielen Schlachten der Revolution teil, wie bei der Schlacht von Dervenakia, im Kampf gegen den von der Hohen Pforte beauftragten invadierenden Pascha Mahmud Dramali. Er fiel letztlich bei der Schlacht von Phaleron.

## Frühes Leben
Ioannis wurde als Sohn von Sotiris Notaras geboren, jedoch war das Verhältnis zu seinem Onkel Panoutsos Notaras besonders stark, da Panoutsos Ioannis als sein eigenes Kind betrachtete. In Korinth aufgewachsen, erwarb er eine rudimentäre Bildung, soweit es die Bedingungen des Osmanischen Reiches zuließen. Er soll sich neben seines Alters besonders durch seine Statur ausgezeichnet haben. Ioannis soll in seiner Heimatstadt besondere Beliebtheit genossen haben, sodass die Einwohner ihm viele Spitznamen gaben wie „Giannakis“ oder „der junge Herr“, „der Archon“, „der Sohn des Archons“.

## Beteiligung an der Griechischen Revolution
Ioannis Notaras war fünfzehn Jahre alt, als der Griechische Unabhängigkeitskrieg ausbrach, bereits in diesem Alter soll er sich an kriegerischen Auseinandersetzungen beteiligt haben – trotz der strengen Überwachung der Notaras-Familie durch die Osmanen. Mit finanzieller Unterstützung seines Onkels Panoutsos stellte er eine eigene Truppe auf und wurde deren Anführer. Die Gehälter seiner Soldaten wurden aus dem Familienvermögen bezahlt. Obwohl er noch jung war, wurde ihm die Belagerung von Akrokorinth anvertraut, die er erfolgreich durchführte. Durch sein Engagement bereits im sehr jungen Alter, zog er die Achtung anderer führender Kräfte der Revolution auf sich. Daraufhin wurde er Kommandant der Festung von Akrokorinth. Im Alter von achtzehn Jahren wurde er zum Generalmajor und ein Jahr später, 1824, zum General befördert. Ioannis Notaras wurde damit der jüngste General des Unabhängigkeitskampfes. Als Regierungsgegner wurde er im Rahmen des griechischen Bürgerkrieges 1823–1825 im Jahr 1824 (wohl kurzzeitig) inhaftiert. Weiterhin nahm er an der Belagerung von Patras und der Belagerung von Athen teil.
Ende Januar 1827 zog er nach Attika, wo er mit seinen Truppen unter dem Befehl von Georgios Karaiskakis stand, als Resit Pascha die Akropolis von Athen belagerte, in der die Griechen eingeschlossen waren. Unter dem Kommando des britischen Philhellenen Thomas Gordon nahm er an der Eroberung von Kastella in Piräus teil. Er führte eine Streitmacht von 1.500 Männern an, die zusammen mit Ioannis Makrygiannis und seinen 550 Männern, Dimitrios Kallergis mit seinen Kretern sowie Ioannis Petas und Charalambos Inglesis den gut befestigten Hügel von Kastella einnahmen. Nach dem Erfolg blieb Makrygiannis, um den Hügel Richtung Phaleron zu bewachen, Kallergis sicherte den Bereich zum Piräus, und Ioannis Notaras übernahm die Kontrolle über das Zentrum.
Im Jahr 1827 versuchte Ioannis Notaras mit 500 Kämpfern bei der Schlacht von Phaleron, das Kloster Agios Spyridon in Piräus zu besetzen.  Das Kloster wurde jedoch von 200 Türken verteidigt, die das griechische Vorhaben zurückschlugen. Von Phaleron aus zerstörte das Dampfschiff Karteria mit seinen Kanonen einen Teil des Klosters, während die Operation zur Einnahme des Klosters andauerte. Die belagerten Türken erhielten daraufhin Verstärkung. Die Schlacht endete schnell in einer vernichtenden Niederlage für die Griechen, da sie zur Beute der anrückende türkischen Kavallerie wurden, die die Ebenheit des Geländes ausnutzte und sie bis zum Meer verfolgte. Etwa 2.000 Menschen wurden getötet, fast die Hälfte der griechischen Truppen, die meisten von ihnen Soulioten und Kreter. Unter ihnen befanden sich hochrangige Anführer wie Ioannis Notaras, Lambros Veikos und einige weitere.

## Andenken
Zu Ehren von Ioannis Notaras wurde 1851 in Piräus die Odos Irodotou (Οδού Ηροδότου ‚Herodotstraße‘) zur Odos Navarchou Notara (Οδός Ναυάρχου Νοταρά ‚Admiral-Notaras-Straße‘) umbenannt.